# Māris Purgailis
Māris Purgailis (* 8. Dezember 1947 in Riga; † 26. September 2022) war ein lettischer Politiker. Von 1994 bis 1997 bekleidete er das Amt des Bürgermeisters von Riga.
Er war Angehöriger der Latvijas Nacionālās Neatkarības Kustība.